# Initiative citoyenne pour le développement
Le Parti initiative citoyenne pour le développement (ICD) est un ancien parti politique marocain créé en 2002 par Mohammed Benhammou et fusionné en 2008 avec quatre autres partis politiques pour créer le Parti authenticité et modernité (PAM).

## Histoire
Le Parti initiative citoyenne pour le développement a été créé le 30 mars 2002 à Rabat, il a tenu un congrès extraordinaire le 5 avril 2003, ce jeune parti a rapidement disparu après les élections législatives de 2007 où il a obtenu un seul siège, il a fusionné avec le Parti Al Ahd, le Parti démocrate national, l'Alliance des libertés et le Parti de l'environnement et du développement pour créer le Parti authenticité et modernité.